# Mad Crasher
Mad Crasher, alternativamente conosciuto come Mad Crusher (マッドクラッシャー?, Maddo Kurasshā), è un videogioco arcade di ambientazione futuristica sviluppato e pubblicato nel 1984 da SNK. È il primo e unico titolo isometrico realizzato dalla compagnia.

## Modalità di gioco
Mad Crasher combina elementi dei generi simulatore di guida e sparatutto. Il giocatore è chiamato a guidare una moto lungo un percorso senza fine sospeso mentre i veicoli rivali fanno del loro meglio per intromettersi. Tale moto può eliminare i veicoli nemici e ottenere punti extra sparandoli con raggi laser, oppure speronandoli per mandarli fuori strada. Inoltre ha la capacità di saltare, utile sia per superare i numerosi buchi e rampe che sono presenti per il percorso, sia per eludere i mezzi in sosta ed evitare collisioni. Sparsi ci sono dei turbo che danno al giocatore un aumento di velocità di dubbia utilità, poiché non c'è un vero vantaggio nell'avanzare più velocemente.
La partita finisce una volta che si esauriscono tutte le vite a disposizione.